# 金咸
金咸（？—？），浙江人，是一名清朝政治人物。
金咸曾于1847年接替黄廷赞任南汇县知县一职，1848年由李映芬接任。